# Dorcus vavrai
Dorcus vavrai es una especie de coleóptero de la familia Lucanidae.

## Distribución geográfica
Habita en Kurdistán.